# Papiliorama

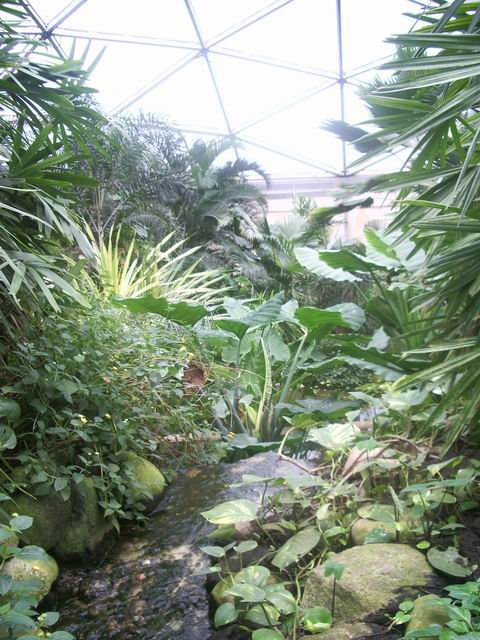
Interior del Papiliorama.

Papiliorama es una atracción turística que se encuentra en Chiètres en Suiza. Está formado por varios invernaderos que reproducen distintos biotopos incluido un jardín tropical. Un gran número de mariposas con unas 50 especies así como distintos animales tropicales (pájaros, anfibios, mamíferos, etc). 
En otra extensión, el Nocturama, se pueden observar animales nocturnos gracias a un acristalamiento especial que bloquea la luz. Este último invernadero es único en Europa.

## Historia
El primer invernadero, construido en Marin, se inauguró en 1988 gracias al trabajo del biólogo Maarten Bijleveld van Lexmond y de su familia. 
En 1995, un incendio accidental destruyó una parte de la instalación que tuvo que ser reconstruida y repoblada
En 2002, vista la imposibilidad de aumentar la superficie en Marin, se decidió transferirlo a Chiètres donde se construyeron y se inauguraron nuevos puestos en 2003. 
En 2005, se inauguró la parada "Kerzers Papillorama" en la línea ferroviaria Lyss-Chiètres.

## Transportes
- En la línea ferroviaria Lyss-Chiètres, parada Kerzers Papillorama
- Autopista A1 Salida 30 Kerzers
- Por la carretera de Kerzers - Aarberg